# Castéra-Loubix
Castéra-Loubix ist eine französische Gemeinde mit 51 Einwohnern (Stand 1. Januar 2022) im Département Pyrénées-Atlantiques in der Region Nouvelle-Aquitaine (vor 2016: Aquitanien). Die Gemeinde gehört zum Arrondissement Pau und zum Kanton Pays de Morlaàs et du Montanérès (bis 2015: Kanton Montaner).
Die Bewohner werden Castérais oder Castéraises genannt. Der Name in der gascognischen Sprache lautet Casterar-Lobish.

## Geographie
Castéra-Loubix liegt ca. 40 km nordöstlich von Pau in der historischen Provinz Béarn an der östlichen Grenze zum benachbarten Département Hautes-Pyrénées auf einem Höhenzug zwischen den Tälern des Louet und des Laysa.
Umgeben wird der Ort von den Nachbargemeinden:
| Vidouze (Hautes-Pyrénées) |                                             | Labatut-Figuières |
| Bentayou-Sérée            | Kompassrose, die auf Nachbargemeinden zeigt |                   |
|                           | Lamayou                                     |                   |

Castéra-Loubix liegt im Einzugsgebiet des Flusses Adour, dessen Zufluss Louet, einen großen Teil der westlichen Grenze des Gemeindegebiets markiert. Ein Zufluss des Louet, die Layza, durchquert die Gemeinde im östlichen Teil des Ortsgebiets.

## Geschichte
In der Antike gab es in der Gegend ein römisches Militärlager an der Römerstraße von Auch nach Nouilhan. Das gallorömische Oppidum wandelte sich im Mittelalter zu einer Siedlung um den Donjon einer Motte, umgeben von Palisaden.
In der Volkszählung im Béarn im Jahre 1385 wurden in Casteraa 14 Haushalte und in Lobix ein einziger Haushalt erfasst. Beide Dörfer gehörten zur Bailliage von Montaner.
Toponyme und Erwähnungen von Castéra waren in der Folge
- Castelar (14. Jahrhundert, Volkszählung im Béarn),
- Lo Casteraa et Lobixs (1429, Volkszählung von Montaner),
- Lo Casterra und Lo Casterar (1546 bzw. 1549, Manuskriptsammlung des Béarn),
- Le Castéra au Vicbilh (1778, Zählung von Pontacq).[5]

Loubix wurde erwähnt unter den Formen
- Lobis (14. Jahrhundert, Volkszählung im Béarn),
- Lobixs (1429, Volkszählung von Montaner),
- Loubis (1673, Manuskriptsammlung des Béarn).[5]

Auf der Karte von Cassini 1750 sind Castéra und Loubix getrennt als Castera und Loubix eingetragen, während der Französischen Revolution 1793 wird Castéra als Castera, geführt, acht Jahre später während des Französischen Konsulats als Castera und Castéra verwaltet.
Am 30. Dezember 1844 fusionierte Loubix mit Castéra zur neuen Gemeinde Castéra-Loubix.

### Einwohnerentwicklung
Nach einem Höchststand von 222 Einwohnern in der Mitte des 19. Jahrhunderts ist die Zahl bei mehreren kurzen Zuwachsphasen bis zu den 1950er Jahren um insgesamt mehr als drei Viertel zurückgegangen. Seitdem ist eine gewisse Stabilisierung einer Zahl von rund 50 Einwohnern zu verzeichnen.
| Jahr      | 1962 | 1968 | 1975 | 1982 | 1990 | 1999 | 2006 | 2009 | 2022 |
| --------- | ---- | ---- | ---- | ---- | ---- | ---- | ---- | ---- | ---- |
| Einwohner | 55   | 57   | 53   | 48   | 43   | 50   | 57   | 54   | 51   |

## Sehenswürdigkeiten
- Ortskirche in Castéra, gewidmet dem Erzengel Michael. Die romanische Architektur der Kirche zeigt ihren Ursprung im 11. Jahrhundert an. Das einschiffige Langhaus ist mit einer halbrunden Apsis abgeschlossen. Der Eingang ist seitlich über einen Vorbau errichtet, der Boden im Innern ist mit Schieferplatten gefliest. Im Laufe des 15. Jahrhunderts erfolgten mehrere Umbauten. Das Eingangsportal wurde geschaffen und der Glockengiebel aufgestellt. Im Zusammenhang mit der Reformation entstand in diesem Zuge ebenfalls eine Wandmalerei im Chor, um die katholische Bevölkerung stärker an die Kirche zu binden. In der ersten Hälfte des 18. Jahrhunderts entschied sich Pfarrer Isaac de Meniote zu weiteren Arbeiten, diesmal bezüglich der Schaffung eines Gewölbes aus bemaltem Holz und des Baus der Kapelle und der Sakristei. Viele Ausstattungsgegenstände der Kirche stammen aus dem 15. bis 19. Jahrhundert und sind als nationale Kulturgüter registriert.[9][10]

- Ortskirche in Loubix, gewidmet dem Apostel Andreas. Im 11. Jahrhundert erbaut, ist sie ein seltenes Beispiel einer romanischen Kirche in der Region, die die Hugenottenkriege unbeschadet überstanden hat. Sie ist mit den traditionellen Baustoffen des Béarn, Kiesel- und Backsteinen, errichtet. Das einschiffige Langhaus ist mit einer Apsis abgeschlossen, die zwei Maueröffnungen mit Glasfenstern besitzt und durch dicke Strebewerke abgestützt wird. Über der Westfassade erhebt sich ein Glockengiebel mit zwei Maueröffnungen, in denen die Glocken aufgehängt sind. Auch in dieser Kirche stammen viele Ausstattungsgegenstände aus dem 17. und 18. Jahrhundert und sind als nationale Kulturgüter registriert.[11][12]

## Wirtschaft und Infrastruktur

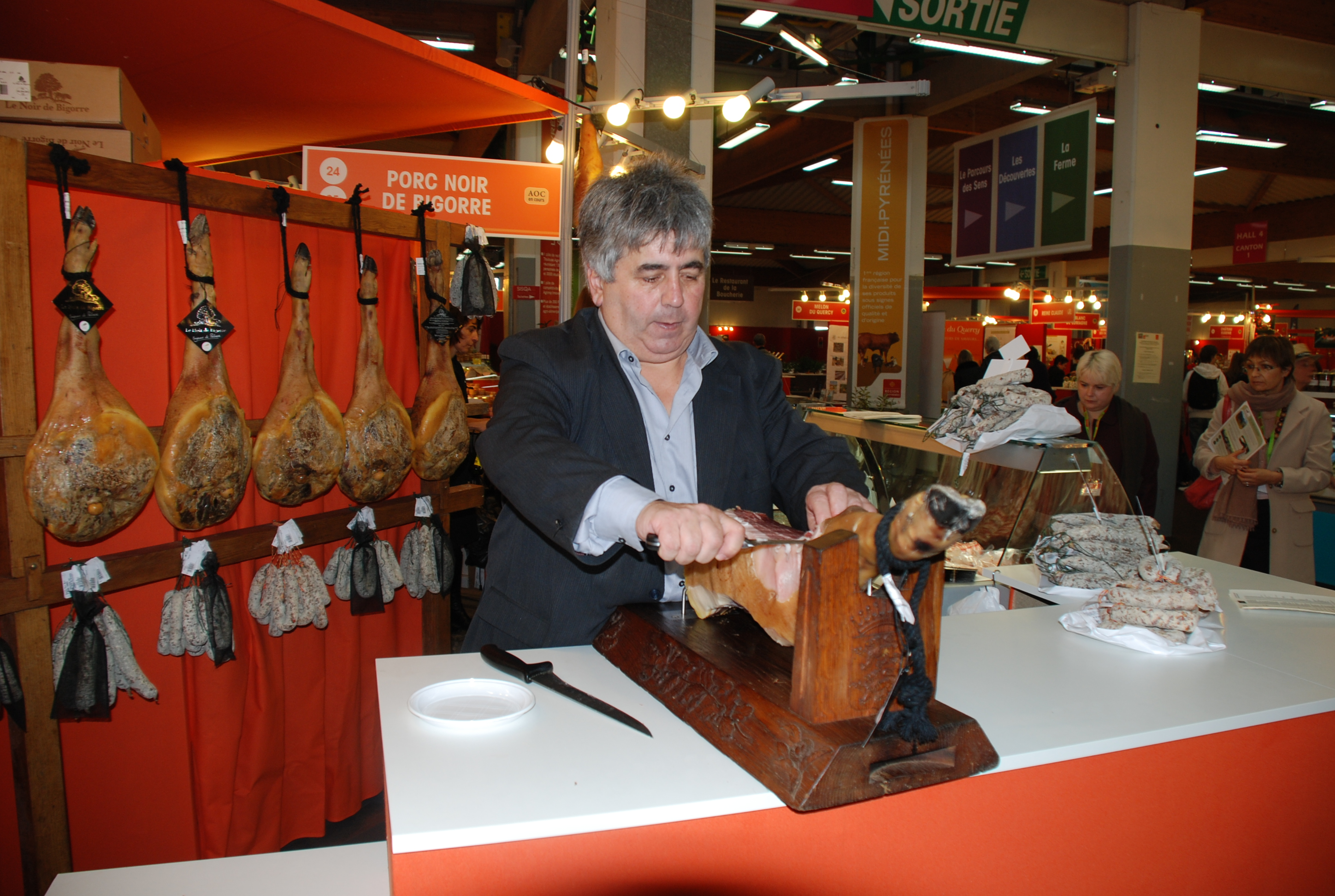
Porc Noir de Bigorre Schinken

Die Wirtschaft wird hauptsächlich durch die Landwirtschaft bestimmt. Castéra-Loubix liegt in den Zonen AOC der Schweinerasse Porc noir de Bigorre und des Schinkens Jambon noir de Bigorre.

### Verkehr
Castéra-Loubix wird durchquert von der Route départementale 202.